# پرو (ترانه)
پرو (انگلیسی: Peru) ترانه‌ای از خواننده نیجریه‌ای فایربوی دی‌ام‌ال است. در ۲۰ ژوئیه ۲۰۲۱ از طریق وای‌بی‌ان‌ال نیشن منتشر شد و توسط امپایر رکوردز منتشر شد. «پرو» توسط ایووری اسکات و فایربوی دی‌ام‌ال نوشته شده و توسط شیزی تهیه شده‌است. در ۲۳ دسامبر ۲۰۲۱، نسخه بازسازی شده (پرو) منتشر شد که با همکاری خواننده و ترانه‌سرای انگلیسی اد شیرن انجام شد. موزیک ویدئو نسخه به همراه شیرن در ۲۴ دسامبر ۲۰۲۱ منتشر شد. این آهنگ در هفتمین دوره جوایز سالانه آفریقای سرگرمی ایالات متحده آمریکا برای آهنگ سال نامزد شد. دولت جمهوری پرو این نسخه را با شیرن تأیید کرد و شهروندان خود را تشویق کرد که به آن گوش دهند.

## پیش زمینه
پس از اینکه آهنگ (محبوبیت) مشهور شد و به رتبه یک در جدول تک‌آهنگ‌های آفروبیتز بریتانیا رسید، فایربوی از طریق بنیانگذار اس‌بی.تی‌وی، جمال ادواردز، برای ریمیکس با شیرن تماس گرفت. شیرن به گاردین نیجریه گفت که او این آهنگ را یک هفته پیش از انتشار دریافت کرد.

## نسخه ها
- ۲۰۲۱:پرو
- ۲۰۲۱:پرو (به همراه اد شیرن)

### نسخه‌های دیگر
- پرو (ریفیکس)[۴] - بوجو - ۳:۰۷
- پرو (ریمیکس)[۵] - ملیک بری - ۲:۲۲